# Circular Error Probable

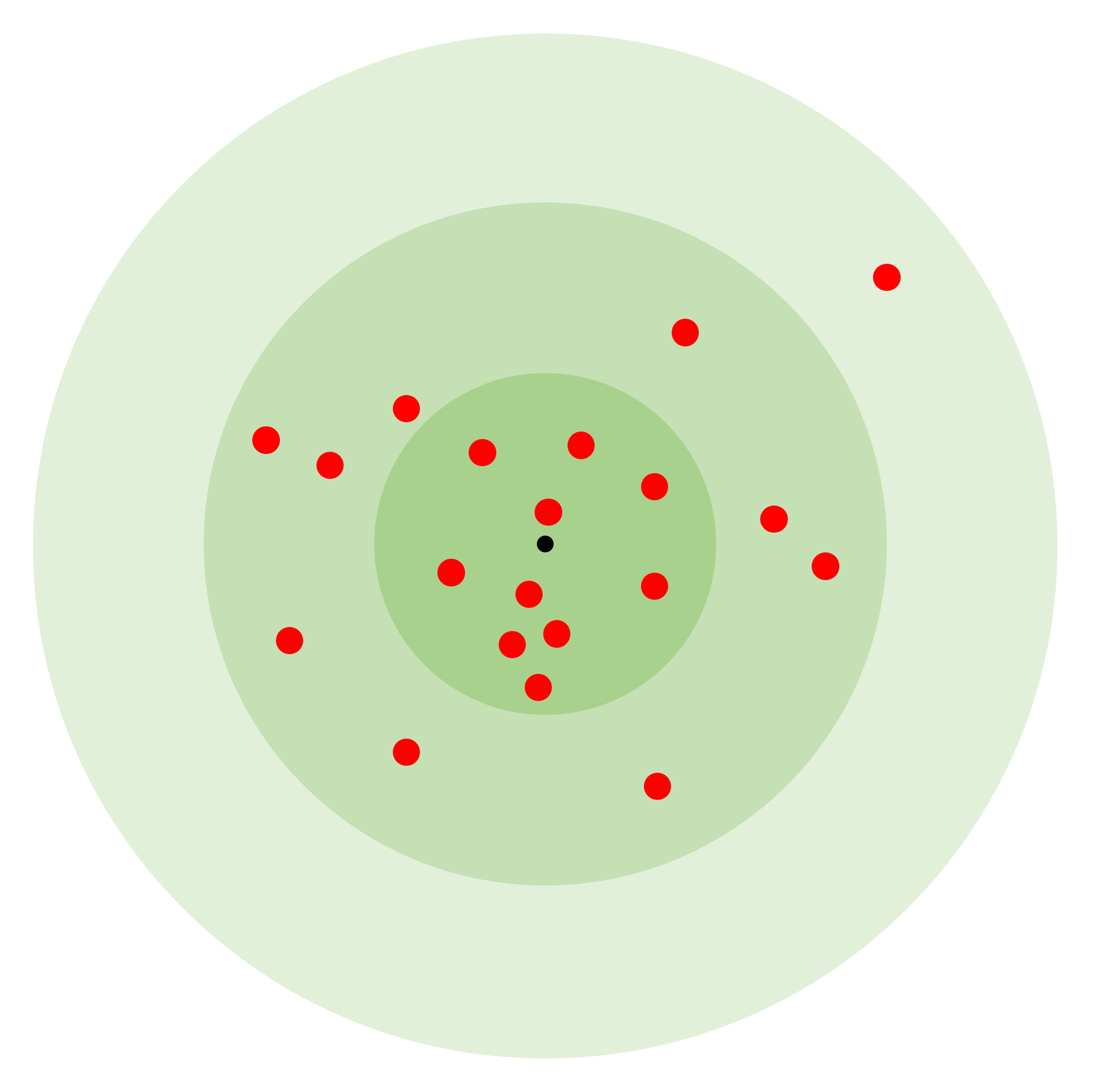
Voorbeeld van 20 inslagen om een doel

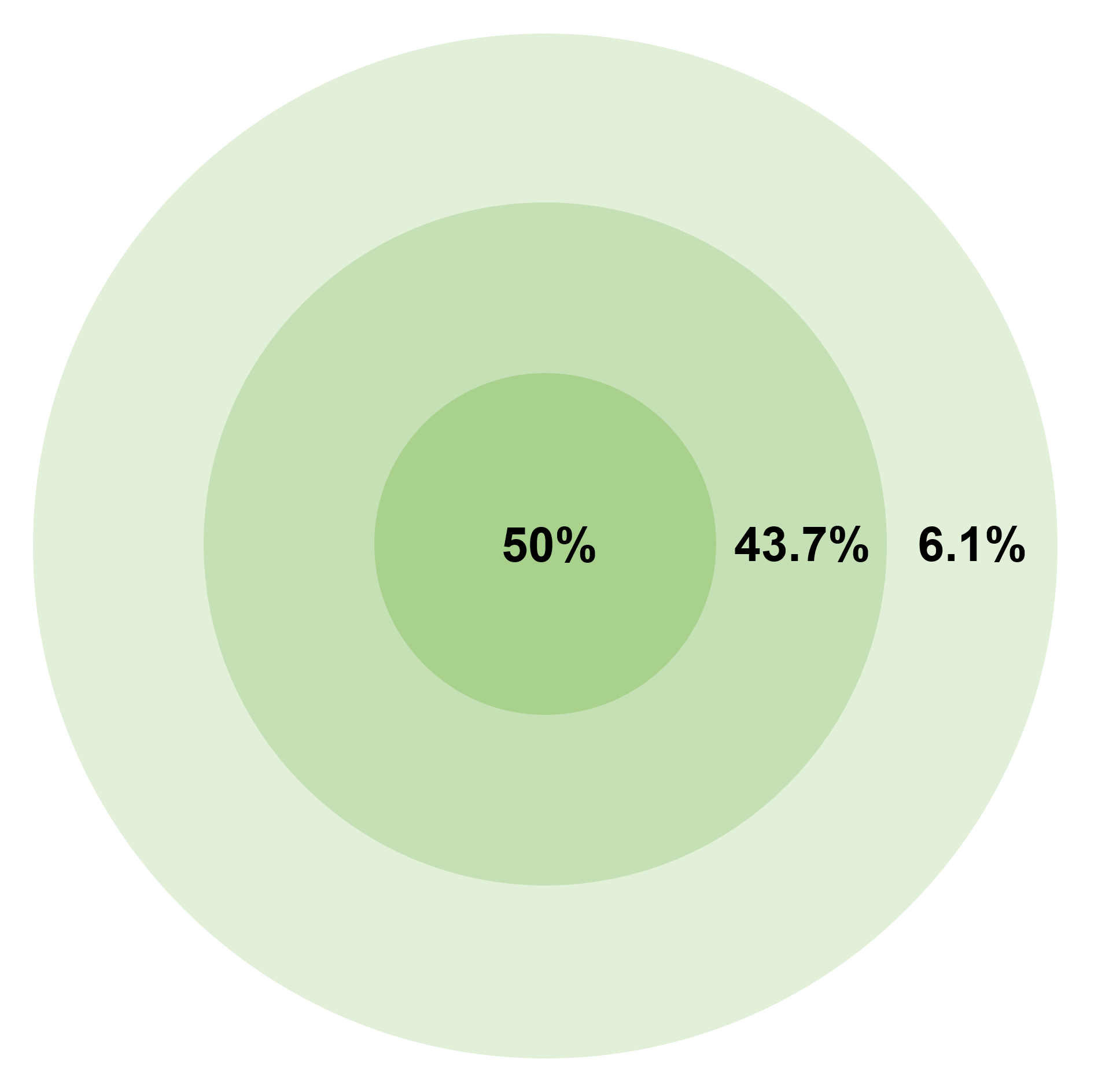
Drie cirkels van 1n, 2n en 3n en de kans dat de munitie daar inslaat

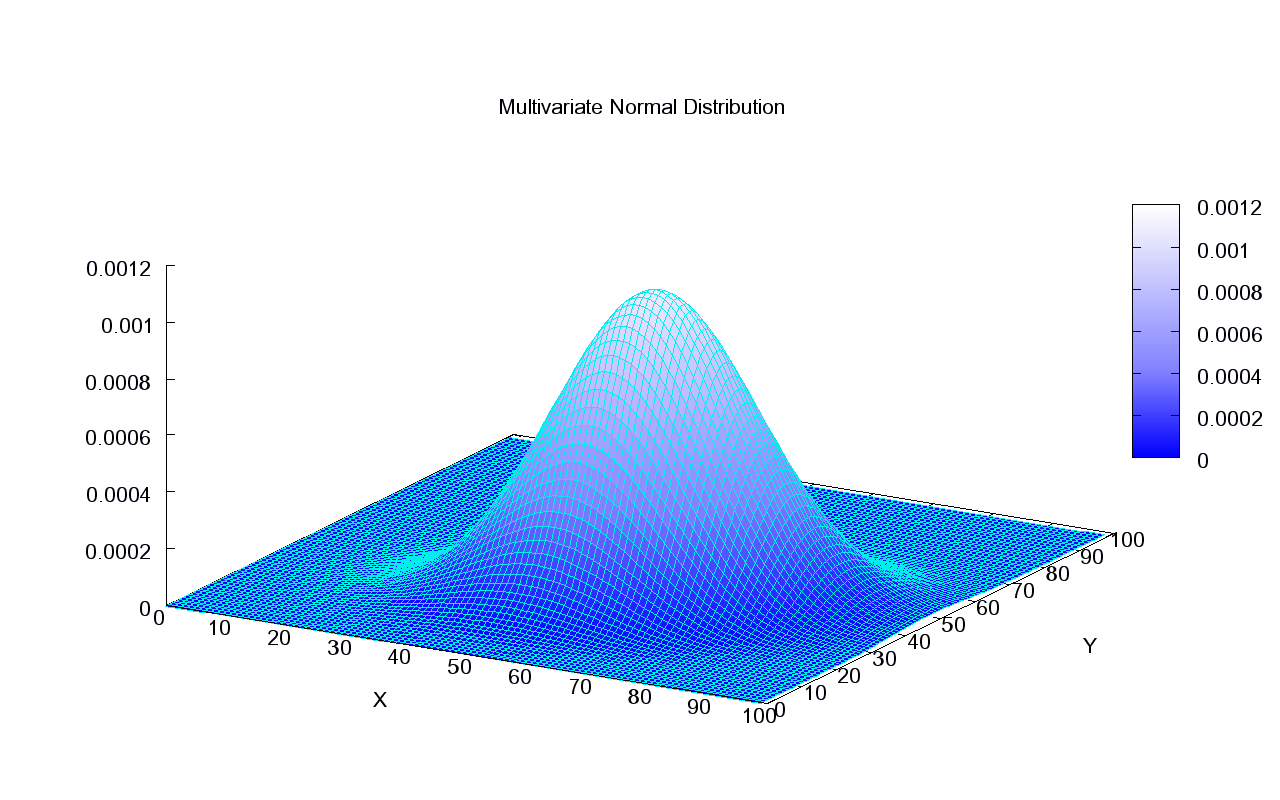
Driedimensionale afbeelding van de trefkans

Circular Error Probable (CEP) is een term die in militaire kringen wordt gebruikt om de mate van nauwkeurigheid of trefkans van een vuurwapen aan te duiden. Het wordt gedefinieerd als een cirkel, gecentreerd op het punt waarop het wapen wordt gericht, waarbinnen 50% van de afgevuurde munitie neerkomt.

## Beschrijving
Bij het afvuren wordt gericht op het doel. Het traject wat de munitie, een granaat of raket, aflegt, kan hiervan afwijken. Dit kan onder andere het gevolg zijn van afwijkingen in de meetapparatuur, weersomstandigheden, bijvoorbeeld sterke wind, fouten in de positiebepaling van de raket gedurende de vlucht.
De intentie is het doel te raken, maar de kans dat de munitie daar aankomt is niet zeker. Bij een test worden veel raketten op een doel afgevuurd; vaak blijken deze rond het doel in te slaan. De meeste slaan redelijk dicht bij het doel in en de dichtheid van de inslagen neemt af naarmate de afstand tot het doel toeneemt.
Bij een uitgebreide praktijktest legt men alle inslagen vast. Van elke inslag wordt de afstand tot het doel berekend. Als binnen een cirkel om het doel de helft van de inslagen worden geteld, dan is de CEP de straal van deze cirkel. Deze uitkomst wordt als volgt geïnterpreteerd: als CEP n meter is, landt 50% van de munitie binnen n meter van het doel, 43,7% tussen n en 2n en 6,1% tussen 2n en 3n meter. Buiten deze drie cirkels valt slechts 0,2%. In een eenvoudig cijfervoorbeeld: als CEP 100 meter is, dan valt 50% van de munitie in een straal van 100 meter van het doel. Hoe kleiner de CEP, des te nauwkeuriger het vuurwapen.

## Satellietnavigatie
Deze methodiek wordt ook gebruikt bij satellietnavigatie waarbij de CEP het verschil is van de daadwerkelijke positie met de positie die door de ontvanger van het satellietsysteem wordt aangegeven.

## Betrouwbaarheidsinterval
De CEP is een bijzonder geval van een 2D betrouwbaarheidsinterval. In het algemeen is het betrouwbaarheidsinterval van een 2D normale verdeling niet cirkelvormig maar ellipsvormig en wordt een betrouwbaarheidsellips genoemd. Ellipsen voor 68% en 95% zijn gebruikelijk (overeenkomstig met 1 en 2 maal de standaardafwijking). 